# Pelnik
Pelnik (niem. Pulfnick) – wieś w Polsce położona w województwie warmińsko-mazurskim, w powiecie ostródzkim, w gminie Łukta, miejscowość położona jest w obrębie krainy historycznej Prus Górnych. W latach 1975–1998 miejscowość administracyjnie należała do województwa olsztyńskiego.
Miejscowość położona nad jeziorem Isąg oraz rzeką Pasłęką, która rozgranicza gminę Jonkowo i gminę Łukta jest również granicą Warmii i Mazur Zachodnich. We wsi znajdują się ośrodki wczasowe, gminna plaża, kwatery prywatne, przystanek autobusowy, sklep i pub. Przy wsi znajduje się rezerwat przyrody Ostoja bobrów na rzece Pasłęce. Dawniej miejscowość zapisywana także pod nazwami Pylwnig, Pilwinicjen (1589), co wskazuje, że we wczesnym średniowieczu mógł się nad brzegiem jeziora znajdować gród obronny (w języku staropruskim pil oznacza gród).

## Historia
Wieś wzmiankowana w 1450 r., wtedy na 14 włókach żyło 5 chłopów. Dokumenty wizytacyjne tych okolic z roku 1539 i 1543 nie wspominają o Pelniku. Prawdopodobnie wieś była wyludniona po wojnach. W 1543 r. mieszkańcy Komorowa zagospodarowywali opustoszały majątek w Pelniku. W 1577 r. we wsi, posiadającej 12 włók, było sześciu chłopów (każdy miał po 2 włóki): Max Schultz, Jancke Schultz, Jan Phol, Martzin, Blasie i kolejny Marx. Około 1597 chłopi z Pelnika wycięli 160 drzew z pańskiego lasu. Drzewa zostały spławione Pasłęką do Braniewa i tam sprzedane. Kradzież jednak została wykryta a sprawcy stanęli przed sądem. Wyrok sądowy nakazał im zapłacić po 3 szylingi od każdego ściętego drzewa. Później mieszkańcy Pelnika stawali przed sądem także za nielegalny połów ryb oraz zaleganie z podatkami. W 1599 r. w Pelniku mieszkali: Stenzel Buttcher, Görg Schneider, Jacob Pohl, Bartel, Lucas i Thewers. Czynsz wynosił po 3 marki od każdej włóka a chłopi zobowiązani byli do szarwarku. Przed 1628 r. we wsi mieszkali: Georg Neumann, Thomas Schultze, Jacob Augustin, Marx Lemisch, Georg Masuch, Hans Pohl. Wojny polsko-szwedzkie przyczyniły się do dużych zniszczeń. W 1678 r. chłopi z Pelnika nie płacili czynszu. Sześć włók Thomasa i Henricha Schulza oraz Georga Masucha leżało odłogiem. W tym czasie we wsi mieszkali także Georg Lipke i Jacob Kloss. Natomiast Andres Dombrowsky w 1678 r. za niesolidność, zaniedbanie budynku gospodarczego i pozbycia się żywego inwentarza oraz sprzętów rolniczych, został zdegradowany do funkcji robotnika rolnego w folwarku Neuhof. Jego gospodarstwo wraz z ziemią otrzymał Christoph Pohl (wraz z dwoma latami wolnizny).
W 1714 r. nie płacono czynszu z ośmiu włók, leżących odłogiem.
Na początku XX w. wieś dwukrotnie padła ofiarą dużego pożaru, w 1910 i 1917 roku (ostatni od uderzenia pioruna). Kilka lat później w pożarze spaliły się zabudowania Clementine von Blonski. W zgliszczach znaleziono nieżywą kobietę. Oględziny wykazały, że zginęła od uderzenia siekierą, a pies od uderzenia łopatą. Wszystko wskazywało, że pożar wywołano dla zatarcia śladów zbrodni. Po jakimś czasie policja zatrzymała Alfreda Kreuchela (pochodził z Bałąga w gminie Jonkowo), który w banku wymieniał złote i srebrne monety, pochodzące z rabunku. Jako czeladnik uczył się zawodu w Pelniku u rzeźnika Ottona Grabowskiego. W tym czasie często odwiedzał Clementine von Blonski i wszedł z nią w bliskie kontakty. Sprawca morderstwa został skazany na wieloletnie więzienie.
W latach 30. XX w. w Pelniku mieszkało wielu murarzy, cieśli i innych rzemieślników, którzy w okresie letnim wyruszali szukać pracy sezonowej. W czasie zimy pracowali natomiast przy wycince drzew i karczowaniu lasu. W tym czasie we wsi były dwie drużyny piłki nożnej, działające przy szkole. Był zespół śpiewaczy, orkiestra oraz amatorskie kółko teatralne. We wsi była szkoła oraz gospoda z pensjonatem.
W 1974 r. do sołectwa Pelnik (Gmina Łukta, powiat ostródzki) należały: wieś Pelnik, leśniczówka Isąg, leśniczówka Skwary.